# Zielonogórski Pułk Obrony Terytorialnej
Zielonogórski Pułk Obrony Terytorialnej – oddział obrony terytorialnej ludowego Wojska Polskiego.
Zielonogórski Pułk Obrony Terytorialnej został sformowany na podstawie rozkazu Ministra Obrony Narodowej Nr 010/OTK z dnia 6 maja 1963 roku i zarządzenia Szefa Sztabu Generalnego WP Nr 069/Org. z dnia 6 maja 1963 roku.
Jednostka została zorganizowana w terminie do dnia 30 maja 1963 roku, poza normą wojska, w Skwierzynie, według etatu pułku OT kategorii „C”. Później oddział został dyslokowany do Czerwieńska.
W 1985 roku pułk został rozformowany na podstawie zarządzenia szefa Sztabu Generalnego Wojska Polskiego z października 1984 roku.

## Struktura organizacyjna pułku
- dowództwo i sztab[4]
- 4-6 kompanii piechoty a. 3 plutony piechoty i pluton ckm
- kompania specjalna a. pluton saperów, pluton łączności i pluton chemiczny
- pluton zaopatrzenia